# 분해계
범주론에서 분해계(分解系, 영어: factorization system)는 어떤 범주의 모든 사상을 특별한 모임에 속하는 두 사상의 합성으로 (동형 사상 아래) 표준적으로 분해하는 구조이다.

## 정의

### 직교 사상
범주 {\displaystyle {\mathcal {C}}}에서, 두 사상 {\displaystyle e}, {\displaystyle m}이 다음 조건을 만족시킨다고 하자.
- 화살표 범주 속의 임의의 사상 (가환 사각형) {\displaystyle (f,g)\colon e\to m}에 대하여, {\displaystyle h\circ e=f}이며 {\displaystyle m\circ h=g}인 유일한 사상 {\displaystyle h}가 존재한다.
{\displaystyle {\begin{matrix}\bullet &\to &\bullet \\{\scriptstyle e}\downarrow &{\scriptstyle \exists !}\nearrow &\downarrow \scriptstyle m\\\bullet &\to &\bullet \end{matrix}}}

그렇다면, 이를 다음과 같이 쓴다.
- {\displaystyle e}와 {\displaystyle m}이 서로  직교 사상(直交寫像, 영어: orthogonal morphisms)이다.
- {\displaystyle e}가 {\displaystyle m}에 대하여 왼쪽 유일 올림 성질(-唯一-性質, 영어: left unique lifting property)을 만족시킨다.
- {\displaystyle m}이 {\displaystyle e}에 대하여 오른쪽 유일 올림 성질(-唯一-性質, 영어: right unique lifting property)을 만족시킨다.

이는 기호로 {\displaystyle e\downarrow m}으로 쓴다. 직교 관계는 대칭 관계가 아니다. 유일 올림 성질에 의하여 유일하게 존재하는 사상을 올림이라고 한다.
사상의 모임 {\displaystyle {\mathfrak {X}}}에 대하여, 사상 모임 {\displaystyle {\mathfrak {X}}^{\downarrow }} 및 {\displaystyle ^{\downarrow }{\mathfrak {X}}}를 다음과 같이 정의하자.
{\displaystyle {\mathfrak {X}}^{\downarrow }=\{g\colon \forall f\in {\mathfrak {X}}\colon f\downarrow g\}}
{\displaystyle ^{\downarrow }{\mathfrak {X}}=\{g\colon \forall f\in {\mathfrak {X}}\colon g\downarrow f\}}
(간혹 {\displaystyle ^{\downarrow }{\mathfrak {X}}}를 {\displaystyle X^{\uparrow }}로 표기하기도 한다.)
범주 {\displaystyle {\mathcal {C}}}에서, 두 사상 {\displaystyle e}, {\displaystyle m}이 다음 조건을 만족시킨다고 하자.
- 화살표 범주 속의 임의의 사상 (가환 사각형) {\displaystyle (f,g)\colon e\to m}에 대하여, {\displaystyle h\circ e=f}이며 {\displaystyle m\circ h=g}인 사상 {\displaystyle h}가 존재한다. (그러나 이 사상은 유일할 필요가 없다.)
{\displaystyle {\begin{matrix}\bullet &\to &\bullet \\{\scriptstyle e}\downarrow &{\scriptstyle \exists }\nearrow &\downarrow \scriptstyle m\\\bullet &\to &\bullet \end{matrix}}}

그렇다면, 이를 다음과 같이 쓴다.
- {\displaystyle e}가 {\displaystyle m}에 대하여 왼쪽 올림 성질(-性質, 영어: left lifting property)을 만족시킨다.
- {\displaystyle m}이 {\displaystyle e}에 대하여 오른쪽 올림 성질(-性質, 영어: right lifting property)을 만족시킨다.

이는 기호로 {\displaystyle e\pitchfork m}으로 쓴다. 이 역시 대칭 관계가 아니다. 올림 성질에 의하여 존재하는 (유일하지 않을 수 있는) 사상을 올림이라고 한다. 즉, 올림 성질은 유일 올림 성질에서 올림의 유일함을 생략한 것이다.
사상의 모임 {\displaystyle {\mathfrak {X}}}에 대하여, 사상 모임 {\displaystyle {\mathfrak {X}}^{\pitchfork }} 및 {\displaystyle ^{\pitchfork }{\mathfrak {X}}}를 다음과 같이 정의하자.
{\displaystyle {\mathfrak {X}}^{\pitchfork }=\{g\colon \forall f\in {\mathfrak {X}}\colon f\pitchfork g\}}
{\displaystyle ^{\pitchfork }{\mathfrak {X}}=\{g\colon \forall f\in {\mathfrak {X}}\colon g\pitchfork f\}}
(간혹 {\displaystyle X^{\pitchfork }}를 {\displaystyle \operatorname {RLP} ({\mathfrak {X}})} 또는 {\displaystyle \operatorname {rlp} ({\mathfrak {X}})}로, {\displaystyle ^{\pitchfork }{\mathfrak {X}}}를 {\displaystyle \operatorname {LLP} ({\mathfrak {X}})} 또는 {\displaystyle \operatorname {llp} ({\mathfrak {X}})}로 표기하기도 한다.)

### 분해계
범주 {\displaystyle {\mathcal {C}}} 위에 다음과 같은 데이터 {\displaystyle ({\mathfrak {E}},{\mathfrak {M}})}이 주어졌다고 하자.
- 모든 동형 사상을 포함하는 사상 모임 {\displaystyle {\mathfrak {E}}\subseteq \operatorname {Mor} ({\mathcal {C}})}
- 모든 동형 사상을 포함하며, {\displaystyle {\mathfrak {M}}\circ {\mathfrak {E}}=\operatorname {Mor} ({\mathcal {C}})}를 만족시키는 사상 모임 {\displaystyle {\mathfrak {M}}\subseteq \operatorname {Mor} ({\mathcal {C}})}

이 데이터에 대하여 다음 조건들이 서로 동치이며, 이를 만족시키는 데이터를 분해계라고 한다.
- {\displaystyle {\mathfrak {E}}={}^{\downarrow }{\mathfrak {M}}}이며 {\displaystyle {\mathfrak {M}}={\mathfrak {E}}^{\downarrow }}이다.
- {\displaystyle {\mathfrak {E}}\subseteq {}^{\downarrow }{\mathfrak {M}}}이며 {\displaystyle {\mathfrak {M}}\subseteq {\mathfrak {E}}^{\downarrow }}이다.
- (함자성) 임의의 {\displaystyle e,e'\in {\mathfrak {E}}} 및 {\displaystyle m,m'\in {\mathfrak {M}}}에 대하여, 화살표 범주 {\displaystyle {\mathcal {C}}^{\to }}에서의 사상 {\displaystyle (f',f)\colon (m\circ e)\to (m'\circ e')}이 존재한다면, {\displaystyle (g,f)\circ (f',g)=(f,f')}인 {\displaystyle (g,f)\colon m\to m'} 및 {\displaystyle (f',g)\colon e\to e'}이 존재한다. 즉, 임의의 사상 {\displaystyle f,f'} 및 {\displaystyle m,m'\in {\mathfrak {M}}} 및 {\displaystyle e,e\in {\mathfrak {E}}}에 대하여 {\displaystyle v\circ m\circ e=m'\circ e'\circ f'}라면, {\displaystyle m'\circ g=f\circ m}이자 {\displaystyle g\circ e=e'\circ f'}인 사상 {\displaystyle g}가 유일하게 존재한다. 즉, 다음 그림과 같다.
{\displaystyle {\begin{matrix}\bullet &\twoheadrightarrow &\bullet &\hookrightarrow &\bullet \\\downarrow &&\downarrow \scriptstyle \exists !&&\downarrow \\\bullet &\twoheadrightarrow &\bullet &\hookrightarrow &\bullet \end{matrix}}}

위 그림에서 {\displaystyle {\mathfrak {E}}}의 원소는 {\displaystyle \twoheadrightarrow }로, {\displaystyle {\mathfrak {M}}}의 원소는 {\displaystyle \hookrightarrow }로 표기하였다.
분해계가 주어졌을 때, 임의의 사상의 분해는 동형 사상을 무시하면 유일하다는 것을 보일 수 있다.

### 약분해계
범주 {\displaystyle {\mathcal {C}}} 위에 다음과 같은 데이터 {\displaystyle ({\mathfrak {E}},{\mathfrak {M}})}이 주어졌다고 하자.
- 모든 동형 사상을 포함하는 사상 모임 {\displaystyle {\mathfrak {E}}\subseteq \operatorname {Mor} ({\mathcal {C}})}
- 모든 동형 사상을 포함하며, {\displaystyle {\mathfrak {M}}\circ {\mathfrak {E}}=\operatorname {Mor} ({\mathcal {C}})}를 만족시키는 사상 모임 {\displaystyle {\mathfrak {M}}\subseteq \operatorname {Mor} ({\mathcal {C}})}

이 데이터가 다음 조건을 만족시킨다면, 약분해계(弱分解系, 영어: weak factorization system)라고 한다.
- {\displaystyle {\mathfrak {E}}={}^{\pitchfork }{\mathfrak {M}}}이며 {\displaystyle {\mathfrak {M}}={\mathfrak {E}}^{\pitchfork }}이다.

이에 따라, 모든 분해계는 약분해계지만 그 역은 일반적으로 성립하지 않는다. 약분해계에서 주어진 사상의 분해는 유일하지 않다.

## 성질
다음이 주어졌다고 하자.
- 쌍대 완비 범주 {\displaystyle {\mathcal {C}}}
- {\displaystyle {\mathcal {C}}} 속의 사상들의 모임 {\displaystyle {\mathfrak {M}}}

또한, 다음이 성립한다고 하자.
- 임의의 사상 {\displaystyle f\in {\mathfrak {M}}}, {\displaystyle f\colon X\to Y}에 대하여, {\displaystyle f}의 정의역 {\displaystyle X}가 {\displaystyle \kappa }-콤팩트 대상(영어: compact object)이 되는 정칙 기수 {\displaystyle \kappa \in \operatorname {Card} }가 존재한다.

그렇다면, {\displaystyle (^{\pitchfork }({\mathfrak {M}}^{\pitchfork }),{\mathfrak {M}}^{\pitchfork })}는 분해계를 이룬다. 이를 작은 대상 논법(영어: small object argument)이라고 한다.

## 예

### 자명한 분해계
임의의 범주에서, 모든 사상의 모임을 왼쪽 모임으로, 동형 사상의 모임을 오른쪽 모임으로 잡는다면 이는 분해계를 이룬다. 임의의 범주에서, 동형 사상의 모임을 왼쪽 모임으로, 모든 사상의 모임을 오른쪽 모임으로 잡는다면 이 역시 분해계를 이룬다.

### (전사, 단사) 분해계
모든 토포스에서, 전사 사상의 모임을 왼쪽 모임으로, 단사 사상의 모임을 오른쪽 모임으로 잡는다면 이는 분해계를 이룬다. 예를 들어, 집합의 토포스 {\displaystyle \operatorname {Set} }에서 모든 함수는 그 치역으로의 전사 함수(=전사 사상)와 치역에서 공역으로 가는 단사 함수(=단사 사상)의 합성으로 나타낼 수 있다.

### 작은 범주의 범주
작은 범주의 범주 {\displaystyle \operatorname {Cat} }에서, 왼쪽 모임은 대상에 대하여 전단사인 함자의 모임, 오른쪽 모임은 충실충만한 함자의 모임으로 구성된 분해계가 존재한다.

### 모형 범주
모든 모형 범주 {\displaystyle ({\mathcal {C}},{\mathfrak {W}},{\mathfrak {F}},{\mathfrak {C}})} 위에는 다음과 같은 두 약분해계가 존재한다.
- 왼쪽: {\displaystyle {\mathfrak {C}}\cap {\mathfrak {W}}}, 오른쪽: {\displaystyle {\mathfrak {F}}}
- 왼쪽: {\displaystyle {\mathfrak {C}}}, 오른쪽: {\displaystyle {\mathfrak {F}}\cap {\mathfrak {W}}}

### 집합의 범주 위의 약분해계
집합의 범주 위에서는 (선택 공리를 가정한다면) 정확히 총 6개의 약분해계가 존재한다. 그 가운데 4개는 분해계이지만, 2개는 분해계가 아니다.
| 왼쪽 모임                                                     | 오른쪽 모임                               | 분해계? |
| ------------------------------------------------------------- | ----------------------------------------- | ------- |
| 전단사 함수                                                   | 모든 함수                                 | 예      |
| 단사 함수                                                     | 전사 함수                                 | 아니오  |
| 공집합 위의 항등 함수이거나, 정의역이 공집합이 아닌 단사 함수 | 정의역이 공집합인 함수이거나, 전사 함수   | 아니오  |
| 공집합 위의 항등 함수이거나, 정의역이 공집합이 아닌 함수      | 정의역이 공집합인 함수이거나, 전단사 함수 | 예      |
| 전사 함수                                                     | 단사 함수                                 | 예      |
| 모든 함수                                                     | 전단사 함수                               | 예      |

예를 들어, (단사, 전사) 약분해계에서 함수 {\displaystyle f\colon X\to Y}의 분해는 다음과 같다.
{\displaystyle X\hookrightarrow X\sqcup Y{\overset {f\sqcup \operatorname {id} }{\twoheadrightarrow }}Y}

### 올뭉치
위상 공간의 범주 {\displaystyle \operatorname {Top} }에서, 모든 CW 복합체 {\displaystyle X}에 대한 포함 사상
{\displaystyle X{\xrightarrow {\times 0}}X\times [0,1]}
들의 모임을 {\displaystyle {\mathfrak {I}}_{\operatorname {CW} }}라고 하자. 그렇다면, 세르 올뭉치는 {\displaystyle {\mathfrak {I}}_{\operatorname {CW} }}에 대하여 오른쪽 올림 성질을 만족시키는 연속 함수이다.
{\displaystyle {\mathfrak {F}}_{\text{Serre}}={\mathfrak {I}}_{\operatorname {CW} }^{\pitchfork }}
마찬가지로, 모든 위상 공간 {\displaystyle X}에 대한 포함 사상
{\displaystyle X{\xrightarrow {\times 0}}X\times [0,1]}
들의 모임을 {\displaystyle {\mathfrak {I}}_{\operatorname {Top} }}라고 하자. 그렇다면, 후레비치 올뭉치는 {\displaystyle {\mathfrak {I}}_{\operatorname {Top} }}에 대하여 오른쪽 올림 성질을 만족시키는 연속 함수이다.
{\displaystyle {\mathfrak {F}}_{\text{Hur}}={\mathfrak {I}}_{\operatorname {Top} }^{\pitchfork }}
이 경우, 가환 그림은 다음과 같다.
{\displaystyle {\begin{matrix}X&\hookrightarrow &X\times [0,1]\\\downarrow &{\scriptstyle \exists }\swarrow &\downarrow \\E&\twoheadrightarrow &B\end{matrix}}}
여기서 {\displaystyle E\twoheadrightarrow B}는 (세르/후레비치) 올뭉치이다. 올림 성질에 의하여 존재하는 대각 사상 {\displaystyle X\times [0,1]\to E}는 {\displaystyle X}에서 {\displaystyle E}로 가는 두 연속 함수 사이의 호모토피를 이룬다. 대각 사상은 일반적으로 유일하지 않지만 (즉, 직교 관계가 성립하지 않지만), 만약 올뭉치가 피복 공간일 경우 (즉, 올이 이산 공간일 경우) 올림은 유일하다 (즉, 직교 관계가 성립한다).

### 스킴 사상
대수기하학에서, 스킴의 매끄러운 사상은 멱영 아이디얼 {\displaystyle {\mathfrak {n}}}에 대한 몫 {\displaystyle \operatorname {Spec} (R/{\mathfrak {n}})\to \operatorname {Spec} R}에 대하여 오른쪽 올림 성질을 만족시키는 국소 유한 표시 사상이다. 오른쪽 올림 성질을 오른쪽 유일 올림 성질로 강화하면 에탈 사상의 개념을 얻는다.
마찬가지로, 공역이 국소 뇌터 스킴인 유한형 사상에 대하여, 모든 값매김환 {\displaystyle R}에 대하여 분수체에 대한 사상 {\displaystyle \operatorname {Spec} \operatorname {Frac} R\to \operatorname {Spec} R}에 대하여 오른쪽 올림 성질을 만족시키는 것은 분리 사상임과 동치이며, 오른쪽 유일 올림 성질을 만족시키는 것은 고유 사상임과 동치이다. 이러한 조건을 값매김 조건(영어: valuative criterion)이라고 한다.

## 역사
분해계 개념의 시초는 손더스 매클레인의 1950년 논문이다. 이 논문에서 매클레인이 정의한 ‘bicategory 바이캐터고리[*]’라는 개념은 분해계를 갖춘 범주의 개념과 흡사하다. 이후 존 롤프 이스벨(영어: John Rolfe Isbell)이 이 개념을 1950년대에 연구하였다.